# Eudora Welty
Eudora Alice Welty (Jackson, 13 aprile 1909 – Jackson, 23 luglio 2001) è stata una scrittrice e fotografa statunitense.
È una delle scrittrici americane più note, specialmente quando si tratta di raccontare gli Stati Uniti del sud. È stata insignita con la Medaglia presidenziale della libertà, e con The Optimist's Daughter ha vinto il Premio Pulitzer. La sua casa natale è considerata d'interesse nazionale e oggi è un museo.

## Biografia
Nata a Jackson, nel Mississippi, da Christian Webb Welty e Chestina Andrews (che avranno poi anche i figli Edward, 1912-1966, e Walter, 1915-1959), studiò al "Mississippi College for Women" e si trasferì poi all'Università del Wisconsin, dove si laureò nel 1929. Dopo aver studiato "Linguaggio pubblicitario" per un anno presso la Columbia University, alla morte del padre (1931), che era un appassionato fotografo dilettante, tornò a casa, dove cominciò a lavorare in una radio e poi come agente pubblicitario, viaggiando per gli Stati Uniti del sud, in particolare nel Mississippi.
Durante il tempo libero si appassionò alla fotografia, facendo il ritratto delle classi più povere durante la grande depressione che seguì la crisi del 1929. Alcune sue foto le ispirarono quindi dei racconti, come per esempio Why I Live at the Post Office, basato sul ritratto di una donna che stira da lei fatto sul retro di un ufficio postale.
Contemporaneamente i suoi racconti cominciarono a uscire su diverse riviste, sempre meno locali e più lette (da «Prairie Schooner» a «Southern Review», da «Harper's Bazaar» a «The Atlantic Monthly», a «The New Yorker»). Il suo primo racconto (Death of a Traveling Salesman) uscì nel 1936, stimolando interesse in Katherine Anne Porter che decise di aiutarla scrivendo la postfazione alla sua prima raccolta (A Curtain of Green, 1941). Il primo romanzo, The Robber Bridegroom uscì l'anno seguente. Alcuni suoi racconti che avevano per oggetto la guerra, li firmò per la "New York Times Book Review" con lo pseudonimo Michael Ravenna, pensando che un nome maschile avrebbe avuto maggiore autorità in argomento.
Negli anni quaranta visse per qualche tempo a New York e a San Francisco, senza per questo rinunciare a scrivere storie ambientate al sud. Tenne lezioni presso la "Pacific Northwest Writers' Conference" dell'University of Washington e la Cambridge University.
Nel 1950 fece un viaggio finanziato dal "Guggenheim Fellowship" durante il quale visitò anche l'Inghilterra, la Francia, l'Irlanda e l'Italia. In questo viaggio fu anche ospite di Elizabeth Bowen nella sua casa di Hythe (Kent).
Nel 1954 le venne conferita la laurea magistrale honoris causa presso l'Università del Wisconsin, prima di altre e voce di una lunga lista di riconoscimenti e medaglie (che anche a sua volta consegnerà, per esempio a William Faulkner, nel 1962).
Nel 1964 morirono la madre e il fratello Edward (pochissimi giorni dopo).
Per il romanzo The Optimist's Daughter le fu assegnato il Premio Pulitzer nel 1973, mentre nel 1992 le venne conferito il "Rea Award for the Short Story" per il contributo totale dei suoi racconti alla letteratura statunitense.
Fece parte del "Fellowship of Southern Writers" (Sodalizio degli scrittori sudisti), fondato nel 1987, e tenne corsi e seminari come ospite di diverse università e altre istituzioni.
Non si sposò mai e non ebbe figli. È morta a 92 anni, nel 2001, ed è stata sepolta al Greenwood Cemetery di Jackson, Mississippi.

## Scrittura
L'argomento principale dei suoi racconti (e delle sue fotografie, che ne sono in qualche modo l'illustrazione e l'ispirazione) è la complessità dei rapporti umani, lo scontro sociale e l'ipocrisia che costringe a nascondere dietro le convenzioni e i pregiudizi qualche virtù nascosta o una certa sensibilità particolare che altrimenti non vengono accettate e meno che mai celebrate dalla superficie oscurantista dei tipici rapporti di provincia, specialmente nel sud e lungo il delta del fiume Mississippi. Tuttavia, il suo apporto è ottimista, e la lettura dona speranza, laddove l'autrice disegna l'amore come salvezza e la rottura dell'isolamento e dell'indifferenza con qualche gesto insieme generoso e di acutezza psicologica, oltretutto con la presenza di un certo umorismo e di leggerezza nello stile.

## Premi e riconoscimenti
- Premio O. Henry per il racconto (1942, 1943, 1968)
- membro eletto del "National Institute of Arts and Letters" (1952)
- medaglia William Dean Howells per la narrazione (1954)
- Premio Pulitzer per The Optimist's Daughter
- Lo Stato del Mississippi festeggia "Eudora Welty Day" il 2 maggio (dal 1973))
- Medaglia presidenziale della libertà, consegnata da Ronald Reagan (1981)
- chiamata dall'Harvard University a dare la prima delle "William E. Massey Lectures" in Storia della civilizzazione americana (1983)
- premiata dallo "American Book and National Book Critics Circle" per One's Writer's Beginnings (1984)
- "National Medal of Arts" del governo (1986)
- National Book Award per aver contribuito in modo distinto all'arricchimento della letteratura americana (1991)
- Premio per eccellenza d'autore Peggy V. Helmerich (1991)
- "Premio Rea per il racconto" per il complesso della sua opera in novelle e racconti (1992)
- "Charles Frankel Prize", fondo nazionale per le scienze umane (1993)
- Premio PEN/Malamud per il racconto (1993)
- Distinguished Alumni Award, dell'American Association of State Colleges and Universities (1993)
- Légion d'honneur francese (1996)
- Primo autore vivente la cui opera è stata pubblicata nella collana Library of America (1998)

## Opere

### Raccolte fotografiche
- One Time, One Place (1971)
- Photographs (1989)
- Country Churchyards (2000)

### Romanzi
- The Robber Bridegroom (New York: Harcourt, Brace and co., 1942), trad. Isabella Zani, Lo sposo brigante, introduzione di Simone Barillari, Roma: Fazi, 2007 ISBN 978-88-8112-820-4
- Delta Wedding (New York: Harcourt, Brace and co., 1946), 
  - Nozze sul Delta, trad. Vezio Melegari, Milano: Longanesi, 1947
  - Nozze sul Delta, trad. Saverio Vertone, Roma: Editori riuniti, 1984 ISBN 88-359-2716-1
  - Nozze sul Delta, trad. Simona Fefè, profilo biografico e bibliografia di Luca Briasco, Roma: Minimum fax, 2020, ISBN 978-88-338-9154-5
- The Ponder Heart (New York: Harcourt, Brace and co., 1954), trad. Beatrice Boffito Serra, Il cuore dei Ponder, Milano: Bompiani, 1965
- The Shoe Bird (New York: Harcourt, Brace & World, 1964, illustrato da Beth Krush, per bambini)
- Losing Battles (New York: Random House, 1970)
- The Optimist's Daughter (New York: Random House, 1972), trad. Isabella Zani, La figlia dell'ottimista, Roma, Fazi, 2005 ISBN 88-8112-590-0, trad. di Simona Fefè, Roma, Minimum fax, 2018
- Complete Novels, a cura di Richard Ford e Michael Kreyling, Library of America n.101, 1998

### Raccolte di racconti
- A Curtain of Green and Other Stories (New York: Harcourt, Brace and co., 1941), trad. Vincenzo Mantovani, Un sipario di verde, Roma, Editori riuniti, 1985 ISBN 88-359-2864-8; Una coltre di verde, Roma, Racconti Edizioni, 2017
  - Lily Daw and the Three Ladies (1937)
  - A Piece of News (1937)
  - Petrified Man (1939)
  - The Key (1941)
  - Keela, the Outcast Indian Maiden (1940)
  - Why I Live at the P.O. (1941)
  - The Whistle (1938)
  - The Hitch-Hikers (1939)
  - A Memory (1937)
  - Clytie (1941)
  - Old Mr. Marblehall (1938)
  - Flowers for Marjorie (1937)
  - A Curtain of Green (1938)
  - A Visit of Charity (1941)
  - Death of a Traveling Salesmen (1936)
  - Powerhouse (1941)
  - A Worn Path (1941)
- The Wide Net and Other Stories (New York: Harcourt, Brace and co., 1943), trad. Vezio Melegari, Primo amore e altri racconti, Milano: Longanesi, 1947; Parma: Guanda, 1990; Milano: Tea, 1994 ISBN 88-7746-396-1, trad. Vincenzo Mantovani e Isabella Zani, Un attimo immobile, Roma, Racconti Edizioni, 2018
  - First Love (1942)
  - The Wide Net (1942)
  - A Still Moment (1942)
  - Asphodel (1942)
  - The Winds (1942)
  - The Purple Hat (1941)
  - Livvie (1942)
  - At the Landing (1943)
- The Golden Apples (New York: Harcourt, Brace and co., 1949), trad. Isabella Zani, Mele d'oro, introduzione di Livia Manera, Roma: Fazi, 2006 ISBN 88-8112-731-8
  - Shower of Gold (1948)
  - June Recital (1947)
  - Sir Rabbit (1949)
  - Moon Lake (1949)
  - The Whole World Knows (1947)
  - Music from Spain (1948)
  - The Wanderers (1949)
- Selected Stories (1954)
- The Bride of the Innisfallen and Other Stories (New York: Harcourt, Brace and co., 1955), trad. Daniela Fink, Non è posto per te, amore mio, Milano: Leonardo, 1990 ISBN 88-355-0073-7
  - No Place for you, My Love (1952)
  - The Burning (1951)
  - The Bride of the Innisfallen (1951)
  - Ladies in Spring (1954)
  - Circe (1949)
  - Kin (1952)
  - Going to Naples (1954)
- Where is the Voice Coming from? (1963)
- Thirteen Stories (New York: Harcourt, Brace and co., 1965)
- The Demonstrators (1966)
- Moon Lake and Other Stories (1980)
- The Collected Stories (London: Virago Press, 1982)
- Morgana: Two Stories from The Golden Apples (1988)

### Saggi
- Three Papers on Fiction (1962)
- The Eye of the Story. Selected essays and reviews (New York: Random House, 1978)
  - A Pageant of Birds (1943)
  - Some Notes on River Country (1944)
  - Writing and Analyzing a Story (1955)
  - Place in Fiction  (1955)
  - A Sweet Devouring (1957)
  - Must the Novelist Crusade? (1965)
  - "Is Phoenix Jackson's Grandson Really Dead?" (1974)
  - The Little Store (1975)
  - Preface to Collected Stories
- One Writer's Beginnings (Boston: Faber and Faber, 1983), trad. Enrico Palandri, Come mi sono scoperta scrittore, Milano: Leonardo, 1989 ISBN 88-355-0006-0, trad. Isabella Zani, Come sono diventata scrittrice, Roma, Minimum fax, 2011
- Conversations with Eudora Welty, a cura di Peggy Whitman Prenshaw (Jackson: University press of Mississippi, 1984)
- The Norton Book of Friendship (a cura di, in collaborazione con Roland A. Sharp, 1991)
- Stories, Essays, and Memoir, a cura di Richard Ford e Michael Kreyling (Library of America, n. 102, 1998)
- 3 Minutes or Less (2001)
- On Writing, 2002, Una cosa piena di mistero: saggi sulla scrittura, trad. Isabella Zani, prefazione di Carola Susani, Roma: Minimum fax, 2009 ISBN 978-88-7521-214-8

### Biografia
- Suzanne Marrs, Eudora Welty: A Biography, New York: Houghton Mifflin Harcourt, 2005